# Kiang
Kiangen (Equus kiang), også kaldet det tibetanske vildæsel, er en art i hestefamilien og den største af de vilde æsler. Dyret forekommer i Tibet og tilgrænsende regioner og er nært beslægtet med onageren, men er noget større.

## Beskrivelse
Arten har en kropslængde på omkring 200 centimeter, en skulderhøjde på i gennemsnit 140 centimeter og en vægt mellem 250 og 400 kilogram, og hannens vægt er lidt større end hunnens. Om sommeren har pelsen på dyrets overside en rødbrun farve. Den lange og tætte vinterpels er mere mørkebrun. Kiangen kan blandt andet kendes på den påfaldende mørke stribe på ryggen. Undersiden er hvid, og undertiden når den hvide farve op til rygstriben. Oftest er noget af halsen, snuden og benene også hvide.

## Udbredelse
Kiangen forekommer på hele det tibetanske plateau, et system af bjerge og højsletter nord for Himalaya. De største bestande findes i den autonome region Tibet og de tilgrænsende kinesiske regioner Qinghai og Sichuan. Desuden lever arten i det nordlige Indien og Nepal. Dets habitat udgøres af tørre græsområder og stepper i mellem 2.700 og 5.300 meter over havet.

## Levevis
Kiangen lever i grupper på oftest 7 til 11 individer, der består af hunner med deres nyfødte unger samt unge dyr af begge køn. Ofte er en gammel hun gruppens leder. Disse grupper er meget sociale og opløser sig aldrig. Der ses undertiden flokke på flere hundrede individer, når flere grupper slutter sig sammen. Hanner lever alene om sommeren og danner om vinteren grupper som kun består af hanner.
I sin søgen efter føde udfører kiangen store vandringer, hvor den også krydser floder. Den er god til at svømme og det forekommer også at den tilsyneladende bader for fornøjelsens skyld.
Som alle heste er kiangen en planteæder, der lever af forskellige græsarter og andre planter. I perioder med særlig god adgang til føde (juli og august) kan de øge i vægt med 45 kg.

### Formering
I juli og august begynder hannerne at følge hunnernes grupper. Blandt hannerne forekommer kampe om retten til at parre sig. Parringstiden slutter i midten af september. Efter drægtighedsperioden som varer i næsten et år føder hunnen i juli eller august sædvanligvis en enkelt unge. De nyfødte unger kan følge moderen efter nogle få timer. Efter omkring et år er de selvstændige, men først efter to år eller mere er de kønsmodne. Det ældst kendte dyr i fangenskab blev 26 år gammel.

## Trusler
I forhold til andre vilde æsler forekommer kiangen i stort antal. Dog er bestanden mindsket efter indmarchen af den kinesiske hær i Tibet i 1950. I hele Kina findes omkring 65.000 individer og af disse lever cirka 45.000 i Tibet. Yderligere 2.000 individer forekommer i Indien. Der findes oplysninger om nogle få individer i Pakistan og Nepal samt muligvis også Bhutan.

## Systematik
Af nogle zoologer regnes kiangen som en underart til onageren. Nyere undersøgelser af dyrets DNA styrker dog hypotesen at kiangen er en selvstændig art. Arten deles undertiden i tre underarter (E. k. polyodon, E. k. holdereri og E. k. kiang), men denne inddeling er omstridt.